# Кыцу, Флорин
Флори́н Васи́ле Кы́цу (рум. Florin Cîțu; род. 1 апреля 1972, Бухарест) — румынский политический и государственный деятель. Член Национальной либеральной партии. Председатель Сената Румынии с 23 ноября 2021 по 29 июня 2022 года, премьер-министр Румынии с 23 декабря 2020 по 25 ноября 2021 года. С декабря 2016 года по декабрь 2024 год — член Сената Румынии.

## Биография
После окончания Гриннеллского колледжа в 1996 году Кыцу получил степень магистра экономики и в 2001 году докторскую степень по макроэкономике и международной экономике в Университете штата Айова.
После окончания университета c 2001 по 2003 год работал экономистом в Резервном банке Новой Зеландии и с 2003 по 2005 год в Европейском инвестиционном банке. Впоследствии он работал инвестиционным банкиром в румынском подразделении ING до 2011 года.
В 2019 году объединённый комитет по бюджету и финансам Парламента Румынии не одобрил кандидатуру Кыцу на пост министра финансов (хотя их голосование не было обязательным).
26 февраля 2020 года, после вотума недоверия кабинету Орбана, сформировавшегося 5 февраля, президент Клаус Йоханнис назначил Кыцу премьер-министром Румынии и запросил его сформировать новое правительство.
9 декабря 2020 года премьер-министр Национальной либеральной партии предложил сменить исполняющего обязанности главы правительства Николае Чукэ после отставки Людовика Орбана 7 декабря. Кыцу стал премьер-министром 23 декабря, сформировав коалиционное правительство между тремя партиями. Состав его кабинета подвергся критике за то, что в нём была только одна женщина-министр, и за то, что Сорин Кымпяну был назначен министром здравоохранения (на предыдущем министерском посту он предложил закон, «защищающий тех, кто был уличен в плагиате своих научных диссертаций»).
С 22 декабря 2020 года — назначенный премьер-министр Румынии. После вотума доверия 23 декабря 2020 года он стал премьер-министром Румынии (260 голосов «за», 186 голосов «против»).
5 октября 2021 года парламент Румынии поддержал вынесение вотума недоверия правительству во главе Кыцу.
Был председателeм Сената Румынии с 23 ноября 2021 по 29 июня 2022 года.

## Награды
- Орден «За заслуги» I степени (23 августа 2021, Украина) — за весомый личный вклад в укрепление украинско-румынского межгосударственного сотрудничества, поддержку независимости и территориальной целостности Украины[18].